# ファミリー・コンプレックス (つだみきよの漫画)
『ファミリー・コンプレックス』は、つだみきよによる漫画。単行本は全1巻。1999年から2000年にかけて『サウス』（新書館）で連載していた。英語版、ドイツ語版も出版されている。

## 概要
美形揃いの家族の中で唯一人、実に平凡な容姿の次男―坂本 秋良（さかもと あきら）を主人公にその悩みを描くファミリー・コメディー。秋良が主人公の回以降は、兄―春海（はるみ）・姉―夏流（なつる）・妹―冬姫（ふゆき）の美形ゆえの悩みが順に描かれた（但し冬姫の場合は、容姿とは若干関係ない面もある）。コミックスでは兄妹の後日談や、両親の青春時代の悩みと馴れ初めが収録されている。

## 登場人物
坂本 秋良（さかもと あきら）
本作の主人公。坂本家次男。私立藤森学園中等部2年生の14歳。
冬姫だけは呼び捨てだが、春海を「春兄（はるにい）」、夏流を「夏ちゃん（なっちゃん）」と呼び、両親も含め家族仲は非常に良い。その分、近所でも評判の美形家族の中で唯一人平凡な容姿である事から、周囲の風評に翻弄され、引け目を感じていた。誕生日の夜、家族総出でファミレスに出掛けた際、心中を吐露する事になった出来事以降は、悟りを開いたような包括力を表している。
「坂本様」として男子校内で崇拝されていた春海と入れ違いに、付属高校へ進学。入学当初は、「坂本様」の弟としては冴えない容姿に、周囲は大いにガッカリしたものの、成績優秀・スポーツ万能・采配能力に長けており、人当たりも良いという事で、評価はうなぎ上りとなる。その為、「二代目」として全校生徒から兄と同じ「坂本様」呼ばわりされる羽目になる（友人たち曰く「地味派手」）。また、コミックスカバー下のオマケでは将来的には兄の春海よりも背が高くなると描かれている。
坂本 春海（さかもと はるみ）
坂本家長男。藤森学園高等部2年生の17歳。
モデルのような、長身の美青年。その容姿の所為か、生まれ持ったカリスマ性か、はたまた閉鎖された男子校という環境の所為か、中学時代から「坂本様」として一身に崇拝を集め、「下僕」や「取り巻き」にばかり囲まれる日々を送っている。それにより、恐れ多いと畏まられてしまうばかりで友人に恵まれず、春海自身は非常に孤独感を抱いている。秋良と外出中に遭遇した下僕3人組との騒動を境に、見解の相違は解消されたかに見えたが、やはり周囲に一歩引かれた状態のまま卒業。
大学進学後も男の下僕志願者ばかりに囲まれ、神聖視されるあまり、近付く女子が追い払われて彼女すら作れないという有様。結果、付き合いに唯一遠慮の要らない秋良へのブラコンに、更なる拍車が掛かっている模様。
坂本 夏流（さかもと なつる）
坂本家長女。桜ノ宮女学院高等部1年生の16歳。
美少年然とした容姿と、サバけた性格の持ち主。その頭の回転の速さから、春海と下僕3人組の問題へ助け舟を出したり、秋良への差し入れ（主に、自分がもらったクッキー等の横流し）など、秋良にとっては機転の利く頼れる姉。
小学生時代から、同級生女子に押し付けられる「理想の男性像」と、まもなく付いて行けなくなるであろう同級生男子との間で、自分の男女どっち付かずな状況に悩むようになる。そんなある日、教室内で怪我をした事でクラスメイト・久城 祥子（くじょう しょうこ）と語り合い、夏流の現状を見抜いていた祥子に、真の理解者として友人になってくれるよう頼む。
夏流に押される形で了承させられた祥子は、そのまま中高と友人関係を続け、家族以外では夏流の唯一の拠り所として過激なスキンシップもままある為、校内では「坂本夏流と久城祥子、デキてる説」がまことしやかに囁かれている。それにより、夏流シンパの嫉妬心を祥子が一身に浴びる羽目にもなっているが、夏流への差し入れの数々を祥子へ横流しする事で折り合いは付けている様子。
坂本 冬姫（さかもと ふゆき）
坂本家次女。呉葉小学校5年生の10歳。
人形のように愛らしい美少女。末っ子として常に皆に気に掛けられて育ち、喋らずとも支障がない生活を送って来た事から、非常に寡黙（但し、心中では怒涛の早さで大量に思考を巡らせている）。が、それにより一歩外に出ると周りとのコミュニケーションが取れず、クラス内で浮いた存在になっていた。「秋ちゃん」と呼んでいる秋良の事は、兄姉中で一番落ち着く相手として非常に好いている。
家族のアドバイスで、自らの心中を素直に言葉にする（思考を実際の声に出す）事に目覚め、そのまま円滑なコミュニケーションを追求している。しかし進化があらぬ方向に向かいつつあり、何故か美少年風へと変貌している。読者の中からは今（美少年風）もいいが、前の方（美少女風）も捨てがたいといった声も出ている。
坂本 英季（さかもと ひでとし）
建築技師の父。41歳。
長髪を後ろで一纏めにした、秋良の兄と見紛う程に若々しい外見の眼鏡をかけた美形。学生の頃は美少女な外見であり、常々男らしくなりたいと思っていた。友人に騙されて出場した女装コンテストの際、ひょんな事から知り合った七美と付き合うようになる。結婚当初は互いの容姿から、周りには「ユリカップル」「ままごと夫婦」と呼ばれていた。
坂本 七美（さかもと ななみ）
秋良達の母。41歳。
秋良の妹にすら見える、可憐な主婦。学生時代からの童顔で、本人としてはコンプレックスであり、大人っぽくなりたいと思っていた。女装コンテストで見た英季が、男でありながら自分の理想像通りの美女然とした容姿であった事で、出会い頭に頬を引っ叩いてしまう。その後、そんな外見が欲しいと悩みを打ち明けた七美に、英季があげますと言った事をキッカケに付き合いがスタートする。40歳を越えた今でも、夫に女装をさせて楽しんでいる。

## 単行本
- ファミリー・コンプレックス

ISBN 4-403-61590-2